# 白茅棘盾介殼蟲
白茅棘盾介殼蟲（学名：Acanthomytilus imperatae）为盾介殼蟲科棘盾介殼蟲屬下的一个种。